# Gentrit Limani
Gentrit Limani (* 1. April 2000 in Komogllava, Kosovo) ist ein kosovarisch-deutscher Fußballspieler, der im zentralen Mittelfeld für KF Llapi in der kosovarischen Superliga spielt.

## Werdegang
Der in Frankfurt aufgewachsene Gentrit Limani begann mit sechs Jahren bei Rot-Weiss Frankfurt Fußball zu spielen und wechselte später zu Eintracht Frankfurt. Ab 2014 spielte er bei den Kickers Offenbach, zuletzt in der U-17-Mannschaft und ab 2017 beim VfL Bochum in der U-19. Anschließend spielte er von 2019 bis 2022 in der zweiten Mannschaft des Hamburger SV, bevor er in der Saison 2022/23 für den FC Rot-Weiß Koblenz auflief. 
Seit 2023 ist er Teil des KF Llapi aus Podujeva in seiner Heimat Kosovo, wo er auch als Profi debütierte. 
Limani war zwischen 2018 und 2022 für die U-19- und U-21-Nationalmannschaft des Kosovo aktiv und wurde im Rahmen der EM-Qualifikation eingesetzt.